# Camille Goldstone-Henry
Camille Goldstone-Henry es la fundadora y directora ejecutiva de Xylo Systems, que utiliza inteligencia artificial para medir la biodiversidad, y ganadora de Women of AI Australia and New Zealand, for Climate Change, así como de Trailblazer of 2022.  También es científica de vida silvestre y mujer Kamilaroi, que ha trabajado con loros de vientre naranja y tigres de Tasmania.

## Primeros años
Goldstone-Henry creció en Newcastle, en la zona costera de Newcastle, Nueva Gales del Sur. Pasó gran parte de su infancia inmersa en la naturaleza, pasando tiempo en la playa, caminando por el monte, acampando o practicando surf. 
Mientras crecía, sus padres llevaban un estilo de vida ecoinnovador y sostenible, que incluía el uso de paneles solares y el cultivo de sus propios productos orgánicos, y los paneles solares en la década de 1990 indicaban el uso de una vida sostenible antes de que muchos otros hubieran adoptado energía renovable. Sus padres y su forma de vida hicieron que el cuidado del medio ambiente estuviera imbuido en su vida desde una edad temprana, creando la percepción de que el cuidado del medio ambiente era una forma de vida normal. 

## Carrera y educación
Goldstone-Henry obtuvo una Licenciatura en Biociencia Animal y Veterinaria en la Universidad de Sydney, en 2014, y una Maestría en Administración de Empresas de la Universidad de Nueva Gales del Sur, 2022.Trabajó en la Asociación de Zoológicos y Acuarios de Australia de 2014 a 2017. Ella era responsable de gestionar la población de "seguro" del tigre de Tasmania, que se gestionaba debido a un tumor facial en poblaciones salvajes de tigres de Tasmania.Goldstone-Henry luego trabajó en la Universidad de Sydney hasta 2022,  y fue director ejecutivo y cofundador de Xylo Systems, que proporciona inteligencia sobre biodiversidad para empresas.En sus entrevistas, afirmó que su visión es "crear una solución mundial para conservar la biodiversidad y las especies icónicas de Australia".
"Sueño con un futuro en el que mis nietos puedan ver koalas en libertad", afirma. "Me apasiona unir la conservación y la tecnología para crear un futuro sostenible para los humanos y los animales".
Su empresa, Xylo, de la que es fundadora y directora ejecutiva, ha ganado numerosos premios por biodiversidad, cambio climático y conservación, así como por startups y dentro del sector tecnológico.   

## Medios de comunicación
Goldstone-Henry ha descrito su trabajo en IA y conservación de la biodiversidad en muchos artículos de los medios, incluidos artículos y podcasts, sobre las perspectivas indígenas, sobre la ciencia y el cambio climático, incluido Let's talk Robotics, además de realizar presentaciones en conferencias. Habló sobre el género en la ciencia y cómo se puede utilizar la IA para mejorar el seguimiento de la biodiversidad en el Día Internacional de la Mujer de 2023. 

## Inteligencia artificial
La empresa de Goldstone-Henry, Xylo Systems, es una plataforma basada en la nube que utiliza inteligencia artificial (IA) para gestionar, conectar y monitorear proyectos de conservación y biodiversidad. El objetivo es gestionar la biodiversidad y las áreas de conservación, utilizando la IA, para permitir una mejor recopilación de datos, para "abordar juntos la crisis de extinción más rápidamente". 
"Nuestro producto principal agrega datos medioambientales y de conservación en una plataforma, y presentamos esos datos de conservación en visualizaciones. Nuestros algoritmos de IA también extraen los datos que se introducen en nuestro sistema a partir de conjuntos de datos de código abierto, los conjuntos de datos internos de nuestros clientes y también de datos que estamos generando nosotros mismos para encontrar historias de vida silvestre escondidas en números, para descubrir qué sucedió en el pasado y qué podemos hacer en el futuro. Esto es para garantizar que podamos preservar esas especies en peligro crítico de extinción que no solo tenemos aquí en Australia. sino en todo el mundo. Entonces, podremos proporcionar a los tomadores de decisiones y al sector empresarial estrategias y recomendaciones sobre cómo pueden preservar la biodiversidad o minimizar absolutamente su impacto sobre la biodiversidad". 
Goldstone-Henry también ha comentado la necesidad de que las nuevas empresas tecnológicas fundadas por mujeres reciban financiación de capital de riesgo comparable a la de las empresas dirigidas por hombres blancos. 

## Reconocimientos y premios
Los premios de Goldstone-Henry, por su trabajo en Xylo y la conservación de la biodiversidad, incluyen:   
- 2023 – Ganador del desafío Nature Positive de KPMG Australia
- 2022 – Mujeres en IA – Premio Clima. Publicado por Women in AI, Australia y Nueva Zelanda
- 2022 – Mujeres en IA – Premio Trailblazer. Publicado por Women in AI, Australia y Nueva Zelanda
- 2022 - Finalista Mujer Joven del Año de Nueva Gales del Sur
- 2022 – Beca Tech for Good Hub
- 2021 – Premio Mujeres del Futuro
- 2021 – Premio a la Sostenibilidad Sir Rupert Myers
- 2021 – Finalista del acelerador Hatch Taronga
- 2020 – Finalista de Incubadora de Ideas Salvajes
- 2019 – Premio Shine Leading Edge